# Gabriel Enrique Gómez
Gabriel Enrique Gómez Girón (Cidade do Panamá, 29 de maio de 1984) é um ex-futebolista panamenho que atuava como meio-campo.

## Carreira
Gabriel Gomez fez parte do elenco da Seleção Panamenha de Futebol da Copa América de 2016.